# Mélyen
A Mélyen Mátyás Attila második önálló albuma, mely 2008-ban limitált kiadásban jelent meg.

## Történet
A Mélyen alapjául szolgáló anyag nagy része a stúdió falai között és a próbateremben született. A tíz új dal próbák, hangfelvételek és koncertek sodrásában, közel egyéves evolúció alatt érte el végleges formáját, és állt össze egy mélyebb gondolatokat is sugárzó dark-indie rock lemezzé. Az elsőként elkészült, Túl közel című darab videóklipjét naponta többször játszotta a Music Television.
Az album 2008. január 21-én jelent meg. Gyűjtőknek szánt - sorszámozott, egyedileg dedikált CD-n, valamint az internetről mindenki számára ingyenesen és szabadon letölthető .mp3, .flac és .wav formátumokban. 2011-ben, az Újra kezded című, újabb album deluxe kiadásában, bónuszlemezként széles körű kereskedelmi forgalomba került a Mélyen album.
Az internetes letöltés az alábbi üzenettel jelent meg:
"Kedves Barátom! Ennek az új albumnak mind a tíz dala az elmúlt évek számomra fontos érzéseit és gondolatait foglalja magába. Meg persze két teljes év munkáját, melynek végén most örömmel mondhatom: töltsd le, írd CDre, vagy hallgasd a gépedről… legyen veled otthon, útközben, buliban, egyedül és társaságban… neked szól…. Szeretettel, Mátyás Attila 2008. január 21."

## Dallista
1. Nagyon mély
2. Egy a sok közül
3. Neked szól
4. Valaki
5. Szél
6. Túl közel
7. Holnap
8. Sohasem késő
9. Ha lehet még
10. Újra megtenném

## Közreműködők
- Mátyás Attila: ének, gitárok, sequencer
- Bense Sándor: basszusgitár, vokál
- Koltay Tamás: dobok
- Háry Péter: billentyűs hangszerek
- Dalok és szövegek: Mátyás Attila
- Hangszerelés: M.A.B.
- Zenei producer: Háry Péter
- Hangfelvétel: Merkaba Stúdió, Budapest
- Keverés – mastering: Holy Hole Stúdió, Kecskemét
- Hangmérnök: Háry Péter
- Producer: Kovács Levente/ Reverb Productions

## Külső hivatkozások
- Hivatalos weboldal Archiválva 2013. május 10-i dátummal a Wayback Machine-ben